# FK Altai Semei
FK Altai Semei (kasachisch Алтай футбол клубы) war ein kasachischer Fußballverein.

## Geschichte
Der Verein entstand im Januar 2016 aus einer Fusion der Vereine Spartak Semei und Wostok Öskemen. In der Saison 2016 belegte der Verein den zweiten Platz in der Ersten Liga und nahm somit am Relegationsspiel zur Premjer-Liga teil. Das Spiel gegen FK Taras konnte Altai Semei für sich entscheiden und in die höchste Liga im kasachischen Fußball aufsteigen. Am 3. Februar 2017 wurde dem Verein die Teilnahme an der Premjer-Liga vom Verband verweigert, stattdessen wurde er in die Erste Liga zurückversetzt. Daran nahm Altai Semei aber nicht teil. Wenig später wurde mit dem FK Altai VKO ein Nachfolger gegründet.

## Mitarbeiter
Generaldirektor des Vereins war Tschai Schunussow, Cheftrainer war Igor Wostrikow. Der Verein spielte im Spartak Stadion, das ehemalige Stadion von Spartak Semei.